# 동남호보

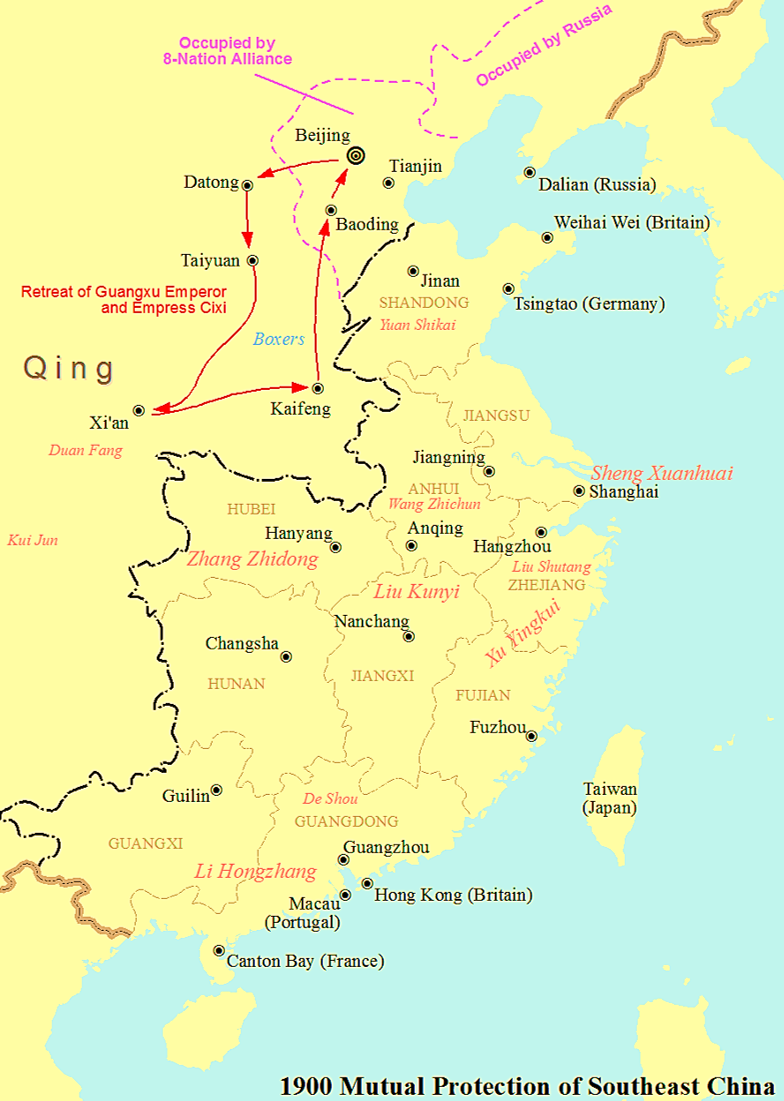
동남호보(1900년)

동남호보(東南互保)는 청나라 말기 의화단 운동이 벌어지고 있을 때 남방의 각 성이 청나라 중앙 정부의 명령에 불순종하여 외국과의 개전을 거부한 사건이다. 청나라가 각국에 선전포고를 하기 전부터 양강총독 유곤일, 호광총독 장지동, 양광총독 이홍장, 철로대신 성선회 등이 동남쪽의 각 성을 평온하게 유지하고, 열강에게 침략의 빌미를 주지 않기 위해 협의를 했다. 청나라가 11개국에 선전포고를 한 후 유곤일, 장지동, 이홍장, 민절총독 허응규, 사천총독 규준, 산동순무 위안스카이는 참전국과 협의를 하고, 열국의 이권을 보호했다. 이것을 동남호보라고 한다. 장강을 따라와 연해의 총독과 순무들이 뭉쳐서 반란 진압과 치안 유지, 외국인 상인들과 교회의 보호를 통해 열강의 개입을 막으려 했다. 그들은 조정이 의화단을 지지하라는 조칙을 의화단에게 협박당해 내놓은 ‘난명’(亂命)이라고 칭했다.
동남호보 운동은 하북성, 산동성 이외의 지역을 의화단과 8개국 연합군과의 전란에서 지켰을 뿐만 아니라 동시에 지방의 정치적, 군사적 권력이 확대되어 중앙의 권력이 저하되는 결과도 동반했다. 이 후 1911년, 신해혁명 때 각성이 우창봉기에 호응해 잇따라 독립을 선언하고 중화민국의 성립 후 북양 군벌이 각 지방에 장기간 할 거하게 된 것도 동남호보가 원인이 되어 세력이 요동친 결과라고 할 수 있다.

## 같이 보기
- 열강 8국